# Odra kod Jagodna
Odra kod Jagodna este o arie protejată (sit de importanță comunitară — SCI) din Croația întinsă pe o suprafață de 6,41 ha, integral pe uscat.

## Localizare
Centrul sitului Odra kod Jagodna este situat la coordonatele 45°41′56″N 16°08′38″E / 45.699°N 16.144°E.

## Înființare
Situl Odra kod Jagodna a fost declarat sit de importanță comunitară în iulie 2013 pentru a proteja un număr necunoscut de specii din flora spontană și fauna sălbatică aflate în arealul zonei.

## Biodiversitate
Situată în ecoregiunea continentală, aria protejată conține 1 habitat natural: Cursuri de apă de la nivel de câmpie la nivel montan, cu vegetație Ranunculion fluitantis și Callitricho-Batrachion.
La baza desemnării sitului se află un număr nedeclarat de specii protejate.